# Gary, Minnesota
Gary là một thành phố thuộc quận Norman, tiểu bang Minnesota, Hoa Kỳ. Năm 2010, dân số của thành phố này là 214 người.

## Dân số
- Dân số năm 2000: 215 người.
- Dân số năm 2010: 214 người.